# Chapelle de la Reine Blanche
La chapelle de la Reine Blanche est un monument de l'Égypte antique situé dans la nécropole thébaine, sur la rive ouest du Nil. Elle est située au nord du Ramesséum et à l'ouest du temple des millions d'années d'Amenhotep II. Le bâtiment (construit en brique crue) est aujourd'hui presque entièrement en ruine.

## Histoire

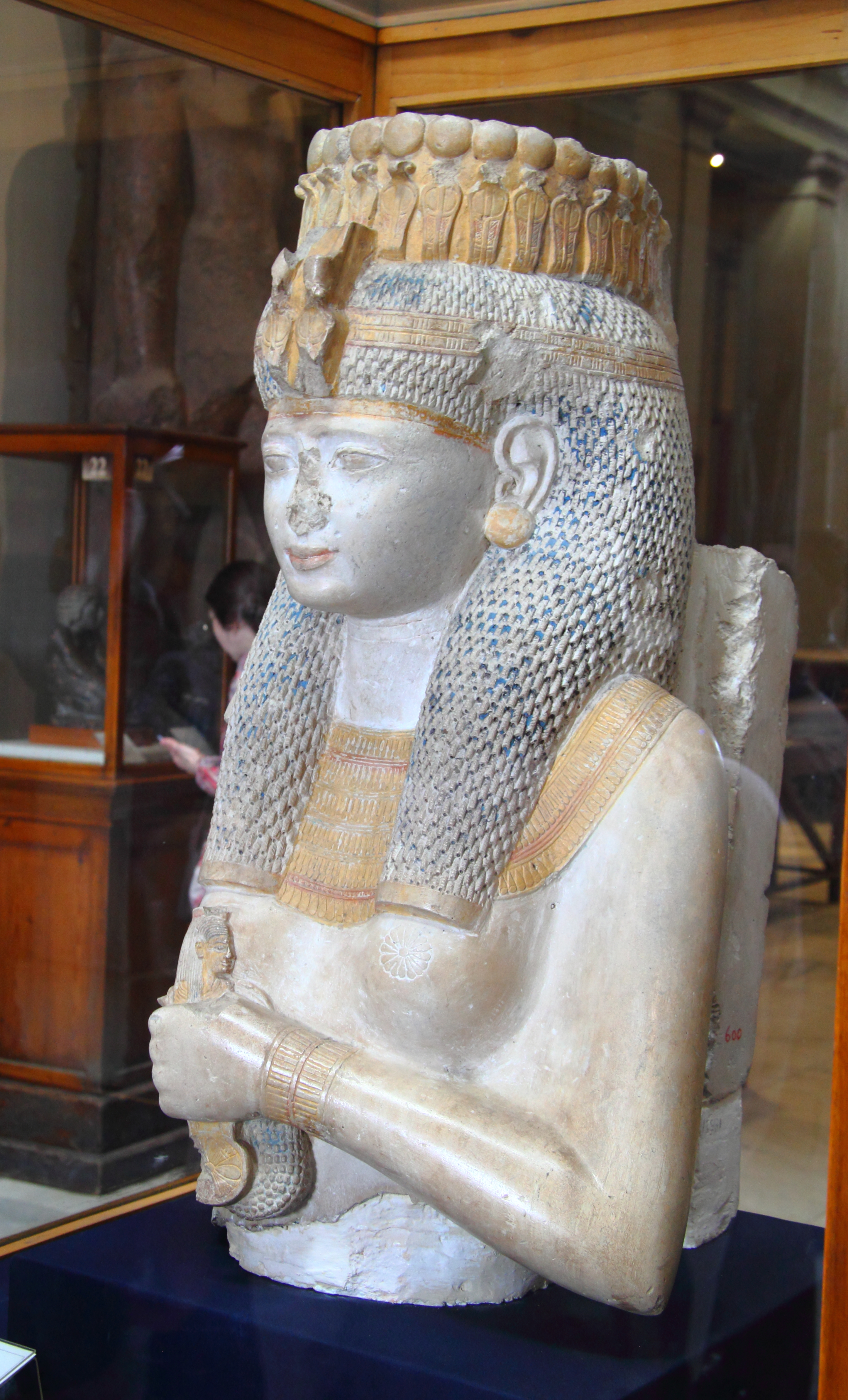
Statue de la Reine Blanche découverte par Petrie.

La construction de l'édifice a été réalisée en deux étapes distinctes sous le règne du pharaon Amenhotep IV. Bien qu'il soit situé sur le site d'une nécropole de la Deuxième Période intermédiaire et à proximité des temples des millions d'années des pharaons du Nouvel Empire, le bâtiment n'avait à priori aucune vocation religieuse à l'origine, mais plutôt un rôle administratif.
Plus tard, sous Ramsès II, le gigantesque complexe du Ramesséum fut construit en bordure de la chapelle de la Reine Blanche. Une partie de la clôture sud de cette dernière fut alors détruite afin de ménager un accès entre les deux bâtiments. Enfin, à la Troisième Période intermédiaire, le bâtiment fut totalement réaménagé lorsqu'une concession funéraire fut installée dans la cour de la chapelle.
Le monument a été nommé par l'archéologue Flinders Petrie qui, fouillant le site en 1896, découvre une statue blanche d'une reine non identifiée,. Par comparaison avec le colosse d’Akhmîm, cette reine a ensuite été identifiée comme étant Mérytamon, fille et épouse du pharaon Ramsès II.
Le site de la chapelle de la Reine Blanche est fouillé depuis 1994 par une équipe de la mission archéologique française de Thèbes-Ouest dirigée par l'égyptologue Monique Nelson et l’architecte Mikaël Kalos.